# 赫米斯寺廟
赫米斯寺廟（英文：Hemis Monastery）是一座在藏傳佛教中屬於竹巴噶举派的喇嘛寺，它位於印度拉達克印度河畔的赫米斯，地處“列城-馬納利公路”及興建中的“巴奴普利-列城公路”沿綫，距離拉達克首府列城45公里。該寺廟最早創建於11世紀之前，據説，密宗大師那洛巴、帝洛巴以及譯經家馬爾巴都曾經與赫米斯寺廟有過交往。到了17世紀，拉達克國王僧格南嘉重新修建了這所寺院。赫米斯寺廟的現任住持是第12世嘉旺竹巴。
如今已經被列入世界文化遺產的赫米斯寺廟，位於海拔高達12,000英尺（3,657.60公尺）之處，由於交通閉塞，這裏幾乎沒有受到現代化的波及，許多建築物都保持著原始的結構形式（目前正在進行維護工程）。每年六月初都會舉行紀念蓮花生大士的慶典。對當地來説，這是一個非常隆重的節日。慶典期間，僧侶們身著色彩鮮豔的僧服，普通男女信徒及全家也會穿著節日盛裝，帶著酥油茶和糌粑等傳統餐食來到寺廟歡度節日。
赫米斯寺廟保藏了很多珍貴的歷史文獻。19世紀的俄國探險家、作家尼古拉·諾托維奇，於1887年10月到訪了這座寺院，期間，他發現了有關耶穌曾在印度各地修行佛教的藏文版文獻記錄。於是，尼古拉·諾托維奇在這之後發表了《耶穌基督不爲人知的生活》一書而轟動世界。從那以後，慕名而來的外來訪客絡繹不絕。